# Stretton en le Field
Stretton en le Field est une paroisse civile et un village du Leicestershire, en Angleterre.